# Zaccaria Szent Antal Mária
Zaccaria Szent Antal Mária (olaszul: Antonio Maria Zaccaria) (Cremona, 1502 decembere – Cremona, 1539. július 5.) szentté avatott itáliai áldozópap, a barnabita rend alapítója.

## Fiatalkora
1502. decemberében született, az akkori Milánói Hercegség alá tartozó Cremonában, Lazzaro és Antonia Pescaroli Zaccaria gyermekeként, nemesi családból. Apja korán meghalt, ekkor édesanyja mindössze 18 esztendős volt. Még egész fiatalkorában egész életére szóló tisztasági fogadalmat tett, majd 18 évesen hivatalosan és visszavonhatatlanul lemondott a családi örökségről. Iskoláit a helyi püspöki iskolában kezdte el, majd az paviai egyetemen filozófiát tanul, s ezután a padovai egyetemen orvosi tanulmányokat végez. 1524 és 1527 között orvosként praktizál Cremonában, majd papi tanulmányokba kezd. 1529. februárjában szenteli pappá Luca di Seriate püspök.

## Papi élete
Papságában teljesen a Szentírás hirdetésének szenteli magát, különösen fontosnak tartja a Páli-levelek magyarázatát. Mindemellett fontosnak tartotta az előkelő réteg lelki ápolását, de teljesen megvetette a korát jellemző reneszánsz gondolkodást. Nem sokkal később Milánóban Giastalla grófnő káplánja lett, s itt ismerkedik meg a "Örök Bölcsesség" oratóriummal, amely az európai biblikus mozgalom szellemében működött. Ebből az oratóriumból fejlődött ki a Szent Pálról elnevezett szerzetesi család, melynek egy ága a barnabita rend. Antal társaival együtt meg volt róla győződve, hogy a hit és erkölcs megszilárdítása csak olyan energikus fellépésnek és olyan módszereknek lehet az eredménye, amelyekre a nép felfigyel, és amelyek őket magukkal ragadják. Éppen ezért nyilvánosan az utcákon prédikáltak, s keresztet vettek a vállukra, kötél volt a nyakukon, mezítláb jártak. Ez a fajta hithirdetés sokakban visszatetszést keltett, ezért Antalt két alkalommal is 1534-ben és 1537-ben beidézték az inkvizíció elé, de mind a két alkalommal felmentették. Hatására olyan, a mai napig fennmaradt szokások honosultak meg az egyházon belül, mint például az, hogy péntekenként három órakor Jézus kereszthalálára emlékezve harangoznak a katolikus templomokban.

## Halála és szentté avatása

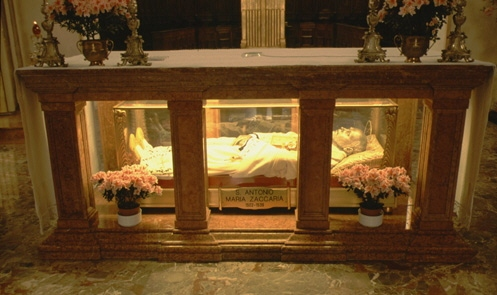
Zaccaria Szent Antal Mária teste a Szent Pál kolostorban, Milánóban

1539-ben missziós utat tett Guastalla környékén, ahol lázas beteg lett, de a szigorú vezekléseket nem függesztette fel. Kérésére szülővárosába szállították, s ott halt meg édesanyja karjai közt. Halála előtt látomásban megjelent neki Szent Pál apostol. A Szent Pálról elnevezett kolostorban temették el, Milánóban. Sírját boldoggá avatása előtt felnyitották, s testét épségben találták. XIII. Leó pápa 1890-ben előbb boldoggá, majd 1897-ben szentté avatta.

## A közreműködésével létrejött szerzetesrendek
- Szent Pál testvérei – közismertebb nevükön: Barnabiták (alapítás dátuma: 1533)
- Szent Pál Megtéréséről nevezett Angyali Nővérek – közismertebb nevükön: Angelikák – női szerzetesrend (alapítás dátuma: 1535. január 15.)
- Szent Pál Oblátusok – világiakból, házasokból álló közösség

## Levelei

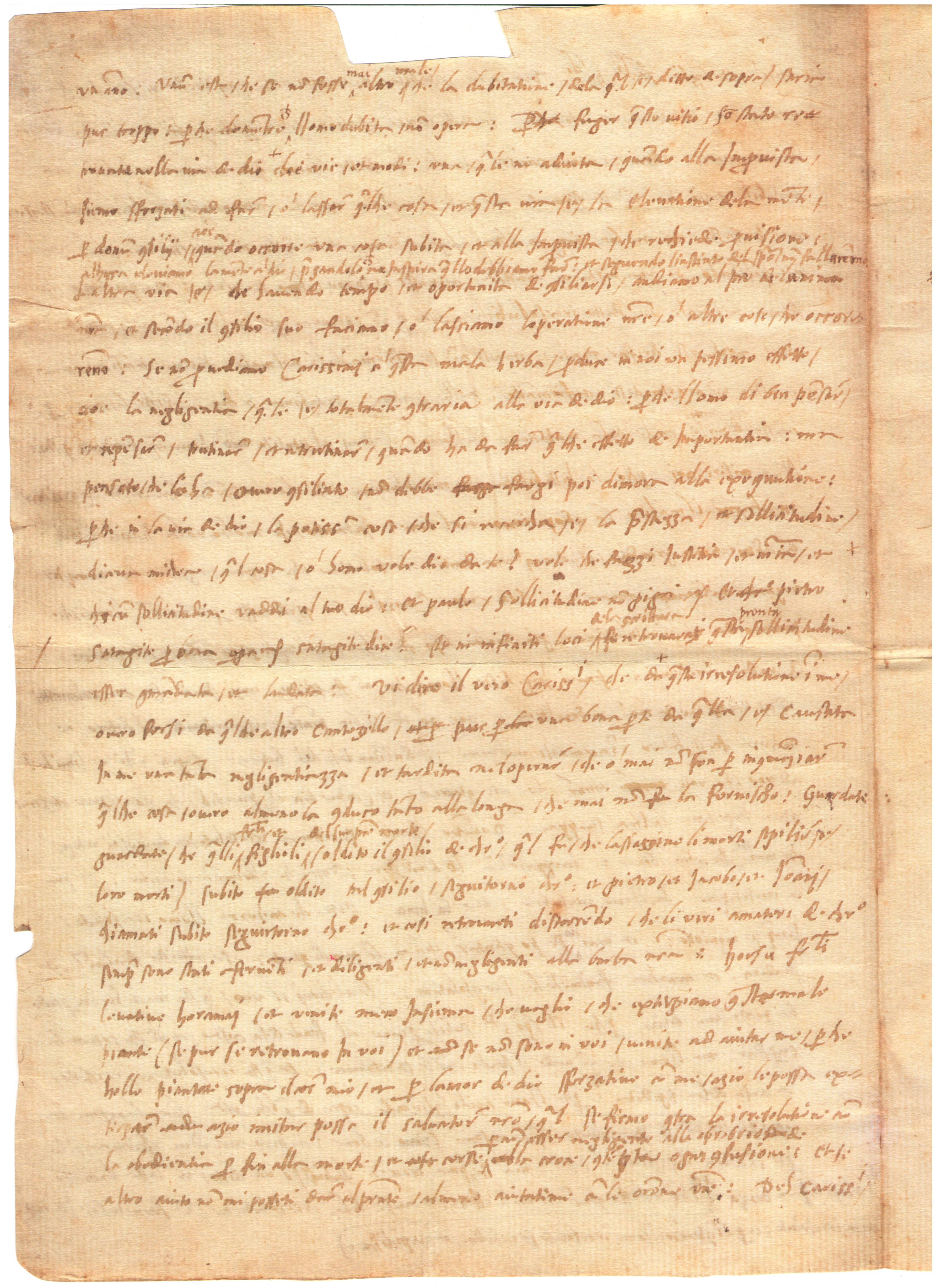
2. levelének eredetije

Zaccaria Szent Antal Máriának 12 levele maradt fenn, melyet a barnabita rend honlapján lehet elolvasni:
- Letter 1 – Being Thankful to God
- Letter 2 – Remedies for Irresoluteness
- Letter 3 – Unceasing Prayer
- Letter 4 – Confidence in God in the Face of Difficulty
- Letter 5 – Spiritual Renewal and Progress
- Letter 6 – Spiritual Progress & Christian Service
- Letter 7 – Christ’s Will Versus One’s Own Will
- Letter 8 – Trust in the Lord
- Letter 9 – The Saints, True Imitators of Christ
- Letter 10 – Steady Growth in Holiness
- Letter 11 – Becoming Great Saints
- Letter 12 – God’s Gift of Light

## Fordítás
- Ez a szócikk részben vagy egészben  az   Anthony Maria Zaccaria című angol Wikipédia-szócikk fordításán alapul.  Az eredeti cikk szerkesztőit annak laptörténete sorolja fel. Ez a jelzés csupán a megfogalmazás eredetét és a szerzői jogokat jelzi, nem szolgál a cikkben szereplő információk forrásmegjelöléseként.